# Bunden
Bunden är en independentfilm från 2019, regisserad av Kristina Nilsson med manus av Göran Parkrud. Filmen spelades in under tre veckor på Tofta herrgård i Kungälvs kommun sommaren 2017 av produktionsbolaget Lycke Film.
Filmen hade sin världspremiär på Bio Roy i Göteborg den 24 mars 2019.
Filmen har vunnit pris för bästa kvinnliga huvudroll och bästa manus på Västerås filmfestival. Filmen visades i SVT:s indiefilmsatsning 2021.

## Rollista
- Susanna Helldén – Helena
- Göran Parkrud – Stefan
- Maria Fahl Vikander – Silja
- Arvin Kananian – Amir
- Alexandra Lindholm – Malin
- Mattias Palm – Rufus
- Lisa Parkrud – Isa
- Ella Schartner – Saga
- Emilie Strömberg – Lovisa